# Вила „Петридис“
Вила „Петридис“ (на гръцки: Βίλλα Πετρίδη) е историческа постройка в град Солун, Гърция.

## Мстоположение
Сградата е разположена в крайбрежната част на града, на улица „Анагениси“ № 10, на кръстовището с улиците „Казандзакис“, „Танталос“ и „26 октомври“, в района Беш чинар.

## История
Къщата започва да се строи в 1896 година или в началото на 1900 година от богат българин. Строежът е завършен между 1905 и 1910 година. В нея отсядат гостуващи в града български чиновници.
Собственикът емигрира в България след като Солун попада в Гърция в 1913 година и вилата е закупена от семейство Петридис. Къщата е собственост на семейство Петридис до 1969 година, когато имотът е отчужден. В къщата е транспортна служба, след това материален склад на община Солун и накрая е изоставена и в нея се настаняват бездомници. Обявена е за защитен паметник от Министерството на културата на Гърция в 1984 година, но продължава да е запусната.
В 1997 година, когато Солун става европейска столица на културата, сградата е става част от реставрационна програма, която така и не е завършена. Реставрационните работи започват в 2006 година и завършват в 2014 година.

## Описание
Сградата се състои от сутерен, партер, първи етаж и таванско помещение. Изборът за поставяне на лъвски глави в ъглите на сградата е типичен, с ясна препратка към символите на българската нация. Къщата е много забележителен пример за еклектичен стил с влияния на ар нуво - извит парапет, естествени шарки, обща декорация. Има красиви резбовани врати и керамични плочки. Върхът на къщата е с обикновена рамка и плътен парапет с извити секции, прекъснати от стълбове. Струва си да се спомене, че лъвските глави върху пиластрите, които сякаш поддържат парапетната рамка, предизвикват реакция от режима Метаксас, който иска тяхното разрушаване като български символи и свидетелство, че първият собственик е българин. На фасадата личат следи от барелеф, наречен „Майка България посреща своите синове“, но който е премахнат.